# Romfartuna distrikt
Romfartuna distrikt är ett distrikt i Västerås kommun och Västmanlands län. 
Distriktet ligger norr om Västerås. 

## Tidigare administrativ tillhörighet
Distriktet inrättades 2016 och utgörs av en del av området Västerås stad omfattade till 1971, delen som före 1967 utgjorde Romfartuna socken.
Området motsvarar den omfattning Romfartuna församling hade vid årsskiftet 1999/2000.